# Wold Newton, East Riding of Yorkshire
Wold Newton är en ort och civil parish i Storbritannien.   Den ligger i kommunen East Riding of Yorkshire och riksdelen England, i den centrala delen av landet, 290 km norr om huvudstaden London. Wold Newton ligger 60 meter över havet och antalet invånare är 337.
Terrängen runt Wold Newton är platt åt sydost, men åt nordväst är den kuperad. Runt Wold Newton är det ganska tätbefolkat, med 139 invånare per kvadratkilometer. Närmaste större samhälle är Scarborough, 16,2 km norr om Wold Newton. Trakten runt Wold Newton består till största delen av jordbruksmark.